# Мартук
Марту́к (каз. Мәртөк) — село, центр Мартуцького району Актюбінської області Казахстану. Адміністративний центр Мартуцького сільського округу.
Населення — 10679 осіб (2021; 9795 у 2009, 8117 у 1999, 8824 у 1989).